# Astillero Imabari
La empresa Astillero Imabari (今治造船 Imabari Zōsen?), es un astillero naval japonés. Su sede central se encuentra en la Ciudad de Imabari de la Prefectura de Ehime.

## Características
Es el principal astillero de Japón en cuanto a la construcción de buques nuevos.

## Datos
- Razón social: Astillero Imabari S.A. (今治造船株式会社 Imabari Zōsen Kabushikigaisha?)
- Razón social (inglés): Imabari Shipbuilding Co., Ltd.
- Fundación: 15 de enero de 1942
- Sede central: 〒799-2195 Kourachō 1-4-52, Ciudad de Imabari, Prefectura de Ehime
- Teléfono: 0898-36-5000
- Cantidad de empleados: 795 (al 1° de octubre de 2004)